# Hiroana Poroiae
Hiroana Poroiae (ur. 22 sierpnia 1986) – piłkarz z Tahiti grający na pozycji pomocnika. Jest wychowankiem klubu AS Manu-Ura.

## Kariera klubowa
Karierę piłkarską Poroiae rozpoczął w klubie AS Manu-Ura. W 2096 roku zadebiutował w nim w pierwszej lidze Tahiti. Z Manu-Ura trzykrotnie zdobył mistrzostwo Tahiti w 2007, 2008 i 2009.

## Kariera reprezentacyjna
W reprezentacji Tahiti Poroiae zadebiutował 30 sierpnia 2007 w zremisowanym 1-1 meczu eliminacji Mistrzostw Świata z Tuvalu. W 2012 roku wystąpił z Tahiti w Pucharze Narodów Oceanii. Tahiti ten turniej wygrało po raz pierwszy w historii.